# Smerinthus myops
Smerinthus myops är en fjärilsart som beskrevs av Butler 1877. Smerinthus myops ingår i släktet Smerinthus och familjen svärmare. Inga underarter finns listade i Catalogue of Life.